# Tamarqiyeh
Tamarqiyeh (tiếng Ả Rập: الطمارقية) là một ngôi làng Syria nằm ở phó huyện Wadi al-Uyun ở huyện Masyaf, Hama. Theo Cục Thống kê Trung ương Syria (CBS), Tamarqiyeh có dân số 607 người trong cuộc điều tra dân số năm 2004.